# Championnats de Colombie de cyclisme sur route 1989
Navigation
Championnats de Colombie 1988 Championnats de Colombie 1990
Les championnats de Colombie de cyclisme sur route se déroulent du 22 juin au 25 juin 1989 à Armenia dans le département du Quindío, tandis que la course en ligne des professionnels se déroule à Pereira (département de Risaralda), le 23 juin. Les représentants de quinze ligues cyclistes départementales sont présents à ces championnats sponsorisés par la Texas Petroleum Company.

## Programme
- Jeudi 22 juin à 10h00 (locale) :
  - Contre-la-montre par équipes juniors messieurs : 70 km
- Jeudi 22 juin en après-midi :
  - Contre-la-montre par équipes seniors messieurs : 100 km
- Vendredi 23 juin en matinée :
  - Course en ligne professionnels messieurs : 220 km
- Samedi 24 juin en matinée :
  - Course en ligne féminines : 70 km
- Samedi 24 juin en après-midi :
  - Course en ligne juniors messieurs : 120 km
- Dimanche 25 juin à 7h30 :
  - Course en ligne amateurs messieurs : 170 km

## Podiums

### Épreuves masculines
| Épreuves                            | Or | Or | Or              | Argent                                                                                    | Argent | Argent     | Bronze                                                                                | Bronze | Bronze     |
| ----------------------------------- | --- | -- | --------------- | ----------------------------------------------------------------------------------------- | ------ | ---------- | ------------------------------------------------------------------------------------- | ------ | ---------- |
| Seniors                             | |    |                 |                                                                                           |        |            |                                                                                       |        |            |
| Course en ligne professionnels      | Reynel Montoya (Manzana Postobón)                                                                          | en | 5 h 53 min 29 s | Henry Cárdenas (Café de Colombia)                                                         | à      | 9 s        | Álvaro Mejía (Manzana Postobón)                                                       |        | m.t.       |
| Course en ligne amateurs            | Joselín Peña (Ligue cycliste de Boyacá)                                                                    |    |                 | Jorge León Otálvaro (en) (Ligue cycliste d'Antioquia)                                     |        | m.t.       | -                                                                                     |        |            |
| 100 km contre-la-montre par équipes | Ligue cycliste d'Antioquia Jorge León Otálvaro (en) Juan de Díos Fajardo Héctor Iván Palacio Dubán Ramírez | en | 2 h 13 min 25 s | Ligue cycliste de Santander Henry Ortiz Edgar Sandoval William Puentes Álvaro Galvis (es) | à      | 4 min 45 s | Ligue cycliste du Quindío Jorge Marín Walter Marín Leonardo Cárdenas Manuel Rodríguez | à      | 5 min 3 s  |
| Juniors                             | |    |                 |                                                                                           |        | 4 min 45 s |                                                                                       |        | 5 min 3 s  |
| Course en ligne                     | Leonardo Cardona (en) (Ligue cycliste d'Antioquia)                                                         | en | 2 h 58 min 0 s  | Asdrúbal Patiño (Ligue cycliste de Valle)                                                 | à      | 11 s       | John Howard Parra (Ligue cycliste de Caldas)                                          |        | m.t.       |
| 70 km contre-la-montre par équipes  | Ligue cycliste d'Antioquia Pablo Tobón Argiro Zapata (en) Luis Eduardo Acevedo Diego Ramírez               | en | 1 h 39 min 29 s | Ligue cycliste de Cundinamarca Wilson Farías Juan Vargas Carlos Díaz Fernando Ramos       | à      | 1 min 48 s | Ligue cycliste de Boyacá -                                                            | à      | 1 min 53 s |

### Épreuves féminines
| Épreuves        | Or                                          | Or | Or             | Argent                                          | Argent | Argent | Bronze                                    | Bronze | Bronze |
| --------------- | ------------------------------------------- | -- | -------------- | ----------------------------------------------- | ------ | ------ | ----------------------------------------- | ------ | ------ |
| Seniores        |                                             |    |                |                                                 |        |        |                                           |        |        |
| Course en ligne | Adriana Muriel (Ligue cycliste d'Antioquia) | en | 2 h 2 min 58 s | Rosa Angélica Maya (Ligue cycliste d'Antioquia) | à      | 3 s    | Ángela Gómez (Ligue cycliste d'Antioquia) |        | m.t.   |

## Déroulement des championnats

### 22 juin: les contre-la-montre par équipes masculins
La première journée des championnats commence par un doublé antioqueño.
Les Campeonatos Nacionales de Ciclismo de Ruta "Texaco" (nom officiel) débutent par le contre-la-montre par équipes juniors. À 10H00 locales, les quatorze formations s'élancent pour soixante-dix kilomètres. Au départ d'Armenia, la formation caldense est citée comme l'équipe favorite pour se succéder à elle-même après son titre obtenu l'année précédente aux Juegos Nacionales (es). Le parcours à accomplir est tracé sur la route menant à La Tebaida et développe trente-cinq kilomètres. Les juniors l'effectuent deux fois.
Dans l'après-midi, les seniors des différentes ligues inscrites se disputent le titre sur la distance de cent kilomètres. Le parcours est identique aux juniors mais il doit être effectué trois fois. Comme dans la catégorie des jeunes, les représentants de Caldas sont les favoris, forts de leur succès obtenu l'année d'avant à Sogamoso, lors des précédents championnats de Colombie.
Jorge León Otálvaro (en), Juan de Díos Fajardo, Héctor Iván Palacio et Dubán Ramírez forment le quartet qui récupère le titre senior pour Antioquia. Ils effectuent le parcours en 2 h 13 min 25 s, temps loin des standards de l'élite mondial et même continentale. Cependant, leur supériorité est manifeste sur le plan national. Pour la seconde année consécutive, Henry Ortiz obtient la médaille d'argent pour son département, en compagnie cette année d'Edgar Sandoval, de William Puentes et d'Álvaro Galvis (es). La surprise vient de la médaille de bronze obtenue par la sélection du Quindío. Jorge et Walter Marín, Leonardo Cárdenas et Manuel "Manolete" Rodríguez décrochent la troisième place au milieu de l'enthousiasme retentissant des supporters locaux (digne d'une victoire dans l'épreuve). Les écarts qu'ont réussi à créer Otálvaro, Fajardo, Palacio et Ramírez sont révélateurs de leur supériorité mais aussi de leur meilleure préparation ; "El Chacho" Otálvaro, Fajardo et Dubán sortant du Tour de Colombie. Les Santandereanos terminent à 4 min 45 s, s'arrogeant la deuxième place pour seulement dix-huit secondes face aux Quindianos. La sélection de Caldas, pourtant tenante du titre, ne peut faire mieux que quatrième à 8 min 34 s des vainqueurs. Médaillé de bronze l'année précédente à domicile, le quatuor de la ligue de Boyacá termine cinquième. La troisième place de la formation amphitryonne perpétue une certaine constante puisque depuis deux ans, les équipes locales grimpent sur la dernière marche du podium de cette épreuve. Ce fut le cas pour la ligue de Norte de Santander à Cúcuta, deux ans auparavant, pour les Boyacenses à Sogamoso, l'année antérieure et, ce 22 juin, pour la sélection quindiana à Armenia. L'échec le plus retentissant est celui subi par le Cundinamarca, se classant avant-dernière sur les onze formations finissant l'épreuve. Leur retard se fixe à 18 min 11 s sur les vainqueurs. À la suite de crevaisons, le quartet de Bogota a dû se retirer, les quatre coureurs n'ayant pas les moyens de continuer faute de roues de rechange.
Le titre senior est le deuxième de la journée pour les Antioqueños puisque la sélection juniors s'est également imposée. Cependant cette dernière médaille d'or est le fruit d'une décision des commissaires de course, jugeant non conforme les vélos des Caldenses, meilleur temps à l'arrivée.

### 23 juin: la course en ligne professionnels messieurs
Reynel Montoya remporte son troisième titre consécutif.
Classement de la course en ligne professionnels messieurs
| \| Classement général \| Classement général \| Classement général \| Classement général \| Classement général \| \| Coureur \| Coureur \| Pays \| Équipe \| Temps \| \| ------------------ \| ---------------------- \| ------------------ \| ------------------ \| ------------------ \| \| 1er \| Reynel Montoya[8] \| Colombie \| Postobón Manzana \| 5 h 53 min 29 s \| \| 2e \| Henry Cárdenas \| Colombie \| Café de Colombia \| + 9 s \| \| 3e \| Álvaro Mejía \| Colombie \| Postobón Manzana \| + 9 s \| \| 4e \| Arsenio Chaparro \| Colombie \| Postobón Manzana \| + 13 s \| \| 5e \| Gerardo Moncada \| Colombie \| Postobón Manzana \| + 13 s \| \| 6e \| Rafael Tolosa \| Colombie \| Pony Malta Bavaria \| + 13 s \| \| 7e \| Álvaro Lozano \| Colombie \| Pony Malta Bavaria \| + 13 s \| \| 8e \| Celio Roncancio \| Colombie \| Pony Malta Bavaria \| + 22 s \| \| 9e \| Luis Alberto González \| Colombie \| Pony Malta Bavaria \| + 22 s \| \| 10e \| Josué López \| Colombie \| Pony Malta Bavaria \| + 30 s \| \| 11e \| Antonio Agudelo \| Colombie \| Café de Colombia \| + 30 s \| \| 12e \| Samuel Cabrera \| Colombie \| Café de Colombia \| + 30 s \| \| 13e \| Germán Castillo \| Colombie \| Pony Malta Bavaria \| + 30 s \| \| 14e \| Segundo Chaparro \| Colombie \| Postobón Manzana \| + 30 s \| \| 15e \| Marco Antonio Carreño \| Colombie \| Pony Malta Bavaria \| + 30 s \| \| 16e \| Carlos Mario Jaramillo \| Colombie \| Postobón Manzana \| + 30 s \| |                        |          |                    |                 |
| |                        |          |                    |                 |
| |                        |          |                    |                 |
| Classement général |                        |          |                    |                 |
| Coureur | Coureur                | Pays     | Équipe             | Temps           |
| 1er | Reynel Montoya         | Colombie | Postobón Manzana   | 5 h 53 min 29 s |
| 2e | Henry Cárdenas         | Colombie | Café de Colombia   | + 9 s           |
| 3e | Álvaro Mejía           | Colombie | Postobón Manzana   | + 9 s           |
| 4e | Arsenio Chaparro       | Colombie | Postobón Manzana   | + 13 s          |
| 5e | Gerardo Moncada        | Colombie | Postobón Manzana   | + 13 s          |
| 6e | Rafael Tolosa          | Colombie | Pony Malta Bavaria | + 13 s          |
| 7e | Álvaro Lozano          | Colombie | Pony Malta Bavaria | + 13 s          |
| 8e | Celio Roncancio        | Colombie | Pony Malta Bavaria | + 22 s          |
| 9e | Luis Alberto González  | Colombie | Pony Malta Bavaria | + 22 s          |
| 10e | Josué López            | Colombie | Pony Malta Bavaria | + 30 s          |
| 11e | Antonio Agudelo        | Colombie | Café de Colombia   | + 30 s          |
| 12e | Samuel Cabrera         | Colombie | Café de Colombia   | + 30 s          |
| 13e | Germán Castillo        | Colombie | Pony Malta Bavaria | + 30 s          |
| 14e | Segundo Chaparro       | Colombie | Postobón Manzana   | + 30 s          |
| 15e | Marco Antonio Carreño  | Colombie | Pony Malta Bavaria | + 30 s          |
| 16e | Carlos Mario Jaramillo | Colombie | Postobón Manzana   | + 30 s          |

Les professionnels ont rendez-vous à Pereira pour se disputer leur titre et tenter de succéder à Reynel Montoya, vainqueur des deux éditions précédentes. Face à ce dernier, la quasi-totalité des professionnels du pays sont présents et tenteront de décrocher une sélection dans l'équipe de Colombie pour les prochains championnats du monde en France. Sur un circuit à parcourir dix-sept fois, soit une distance de deux cent vingt kilomètres, trente-huit concurrents sont prévus au départ. Les chefs de file de ce peloton sont Fabio Parra (Piles Varta - Kelme), Luis Herrera (Café de Colombia) et Álvaro Mejía (Manzana Postobón).
Ce sont finalement quarante et un concurrents, appartenant aux équipes Varta - Kelme, Café de Colombia, Manzana Postobón et Pony Malta, qui prennent part à l'épreuve, toutefois en l'absence remarquée de Luis Herrera. Ce dernier, malgré le soutien du médecin de sa formation, n'a pu se remettre suffisamment à temps d'un état grippal, survenu la veille. Le nombre de participants s'est progressivement amoindri au fur et à mesure que les kilomètres entamaient les ambitions et l'organisme des compétiteurs. Au point qu'au moment décisif de la course, avec les problèmes mécaniques tels que les crevaisons, seuls dix-sept coureurs étaient en mesure de se disputer les trois marches du podium. En 1987, sur le circuit tracé dans le parc national de Bogota (es), Reynel Montoya double Javier Ignacio Montoya au dernier instant. En 1988, il obtient son second titre en prenant le dessus sur ses derniers contradicteurs dans les cent cinquante derniers mètres en légère montée, menant à l'arrivée située sur la place principale de Tunja (es). Cette année, comme pour se prémunir contre toute mauvaise surprise, Montoya s'est échappé à presque un kilomètre de l'arrivée, ce qui lui a permis de lever les bras bien avant la ligne d'arrivée. Le Boyacense Henry Cárdenas termine deuxième tandis que le Risaraldense Álvaro Mejía s'octroie la médaille de bronze.
La victoire de Reynel Montoya est le fruit du travail collectif de sa formation Manzana Postobón, qui n'avait semble-t-il comme pour unique objectif de l'emmener dans un fauteuil vers son troisième sacre, en sacrifiant quelques ambitions personnelles. Avec la réussite de l'entreprise, le sacrifice en a valu la peine. La domination paisa sur les championnats continuent avec ce troisième titre en deux jours.

### 24 juin: les courses en ligne féminines et juniors masculins
Adriana Muriel conquiert son troisième titre national consécutif tandis que Leonardo Cardona (en) rapporte la cinquième médaille d'or pour Antioquia.
|    | Coureuse             | Ligue cycliste              |    | Temps          |
| -- | -------------------- | --------------------------- | -- | -------------- |
|    | Adriana Muriel       | Ligue d'Antioquia           | en | 2 h 2 min 58 s |
|    | Rosa Angélica Maya   | Ligue d'Antioquia           | à  | 3 s            |
|    | Ángela Gómez         | Ligue d'Antioquia           |    | m.t.           |
| 4  | Nelly Alba           | Ligue de Boyacá             | à  | 37 s           |
| 5  | Ana Rosa Isaza       | Ligue de Valle              | à  | 1 min 3 s      |
| 6  | Consuelo Giraldo     | Ligue de Risaralda          | à  | 1 min 4 s      |
| 7  | María Luisa Quinchia | Ligue de Risaralda          | à  | 1 min 59 s     |
| 8  | Flor Inés López      | Ligue de Bogota             | à  | 3 min 11 s     |
| 9  | Mónica Cardona       | Ligue de Bogota             | à  | 3 min 20 s     |
| 10 | Victoria Pineda      | Ligue de Valle              | à  | 4 min 13 s     |
| 11 | Janeth McCormick     | Ligue de Santander          |    | m.t.           |
| 12 | Rosa Emma Rodríguez  | Ligue de Bogota             | à  | 4 min 20 s     |
| 13 | Teresa Mora          | Ligue de Norte de Santander | à  | 6 min 44 s     |
| 14 | Clara Inés Osorio    | Ligue de Risaralda          | à  | 11 min 44 s    |

|    | Coureur                 | Ligue cycliste        |    | Temps          |
| -- | ----------------------- | --------------------- | -- | -------------- |
|    | Leonardo Cardona (en)   | Ligue d'Antioquia     | en | 2 h 58 min 0 s |
|    | Asdrúbal Patiño         | Ligue de Valle        | à  | 11 s           |
|    | John Howard Parra       | Ligue de Caldas       |    | m.t.           |
| 4  | Raúl Guachetá           | Ligue de Cundinamarca | à  | 15 s           |
| 5  | Álvaro García           | Ligue de Cundinamarca |    | m.t.           |
| 6  | Diego Quintero          | Ligue de Caldas       |    | m.t.           |
| 7  | César Ortiz             | Ligue de Cundinamarca |    | m.t.           |
| 8  | Humberto Hernández (en) | Ligue de Caldas       |    | m.t.           |
| 9  | Juan Ramírez            | Ligue d'Antioquia     |    | m.t.           |
| 10 | Serafín Bernal Jr       | Ligue de Boyacá       |    | m.t.           |

Le samedi, Armenia redevient le siège des championnats. La course en ligne des féminines est au programme le matin, sur une distance de soixante-dix kilomètres. Le circuit proposé passe par Pueblo Tapao et Montenegro. Bien que ce parcours ne paraisse pas exigeant, les juniors devront l'effectuer l'après-midi sur une distance de cent vingt kilomètres, ce qui leur compliquera la tâche.
Les féminines accomplissent huit fois ce circuit développant 8,6 km. En 2 h 2 min 58 s, Adriana Muriel termine première, devançant de trois secondes Rosa Angélica Maya et Ángela Gómez. Toutes trois appartiennent à la ligue cycliste d'Antioquia. Cette dernière domine de manière écrasante le début des championnats en remportant les quatre premières médailles d'or en jeu. Après ses titres nationaux conquis à Cúcuta, en 1987, à Sogamoso, en 1988 et son sacre continental la même année à Medellín, ce troisième maillot de championne de Colombie consécutif montre la suprématie qu'exerce Adriana Muriel sur le cyclisme féminin colombien.
Leonardo Cardona, un "pistard", qui, à l'occasion des championnats, fait une incursion sur la route, remporte le titre juniors et décroche la cinquième médaille d'or pour le département d'Antioquia. Dans le dernier tour, il s'échappe à six kilomètres de l'arrivée réduisant à néant les prétentions des représentants de la ligue cycliste de Caldas, qui avait pourtant bien manœuvré jusqu'à l'avant-dernier passage sur la ligne. En 2 h 58 min 0 s, Cardona s'impose de onze secondes devant Asdrúbal Patiño (ligue de Valle). Ce dernier bat à l'issue d'un sprint serré John Howard Parra, de la ligue de Caldas, qui doit se contenter de la médaille de bronze.

### 25 juin: la course en ligne seniors amateurs
Joselín Peña, vainqueur par déclassement de son adversaire.
La course des amateurs clôt les championnats. Le départ est prévu à 7h30. Les participants ont à effectuer huit fois un circuit avec départ et arrivée d'Armenia, passant par Calarcá et Balboa, pour une distance totale de cent soixante-dix kilomètres.
Le routier antioqueño Jorge León Otálvaro (en) bat le Boyacense Joselín Peña. Mais il commet une faute en quittant sa ligne au moment du sprint final, ce qui lui vaut un déclassement. Otálvaro est relégué à la deuxième place. Par conséquent, après l'avis favorable des commissaires à la réclamation des Boyacenses, la victoire revient à Peña.
Les deux coureurs, considérés comme des sprinteurs, se retrouvent aux abords de l'arrivée, située Plaza de Bolívar à Armenia, dans une position qu'ils affectionnent. Le duo effectue un long coude à coude de plus de quatre cents mètres. Otálvaro, au centre de la chaussée, se déporte vers Peña, l'emmenant vers les barrières métalliques. Après une première vague à cent mètres de la ligne, Otálvaro récidive à moins de vingt mètres du but, le déportant vers un endroit, où se trouve un tas de sable et de pierre. Jorge León Otálvaro franchit la ligne d'arrivée en premier immédiatement suivi par Joselín Peña. Aussitôt la délégation boyacense dépose réclamation, pour faire déclasser l'Antioqueño. Les commissaires examinent la situation. En s'appuyant sur les images télévisées, qui montrent clairement l'irrégularité effectué par Otálvaro, ils le déclassent au deuxième rang et accordent la médaille d'or à Joselín Peña. L'espoir des Antioqueños de rafler tous les titres des championnats s'évapore par la faute commise dans le final par Otálvaro.

## Tableau des médailles
Les médailles gagnées par les coureurs, sous le maillot d'une équipe de marque, sont comptabilisées dans le tableau pour la ligue cycliste départementale d'origine de ceux-ci.
| Rang  | Nation       | Or | Argent | Bronze | Total |
| ----- | ------------ | -- | ------ | ------ | ----- |
| 1     | Antioquia    | 5  | 2      | 1      | 8     |
| 2     | Boyacá       | 1  | 1      | 1      | 3     |
| 3     | Cundinamarca | 0  | 1      | 0      | 1     |
| -     | Santander    | 0  | 1      | 0      | 1     |
| -     | Valle        | 0  | 1      | 0      | 1     |
| 7     | Caldas       | 0  | 0      | 1      | 1     |
| -     | Quindío      | 0  | 0      | 1      | 1     |
| -     | Risaralda    | 0  | 0      | 1      | 1     |
| Total | Total        | 6  | 6      | 6      | 18    |

## Bilan sportif
Après des championnats 1988 décevants soldés par un échec cuisant, la ligue cycliste d'Antioquia conquiert cinq des six titres en jeu. Ainsi elle récupère sa suprématie sur les épreuves olympiques au niveau national. Aux médailles d'or acquises le premier jour dans les épreuves par équipes, elle ajoute le troisième titre consécutif de Reynel Montoya, dans la course en ligne professionnels. Et ensuite, elle y adjoint un nouveau doublé dans les courses en ligne avec l'or d'Adriana Muriel chez les féminines et de Leonardo Cardona (en) dans la catégorie juniors masculins.